# Melphidippa
Melphidippa är ett släkte av kräftdjur som beskrevs av Boeck 1871. Melphidippa ingår i familjen Melphidippidae.
Kladogram enligt Catalogue of Life och Dyntaxa:
| Melphidippa | \| \| Melphidippa amorita \| \| \| \| \| \| Melphidippa borealis \| \| \| \| \| \| Melphidippa goesi \| \| \| \| \| \| Melphidippa macrura \| \| \| \| \| \| Melphidippa macruroides \| \| \| \| |
|             | \| \| Melphidippa amorita \| \| \| \| \| \| Melphidippa borealis \| \| \| \| \| \| Melphidippa goesi \| \| \| \| \| \| Melphidippa macrura \| \| \| \| \| \| Melphidippa macruroides \| \| \| \| |
|             | Casco |
|             | |
|             | Hornellia |
|             | |
|             | Horniella |
|             | |
|             | Melphidippella |
|             | |
|             | Melphisana |
|             | |
|             | Melphidippa amorita |
|             | |
|             | Melphidippa borealis |
|             | |
|             | Melphidippa goesi |
|             | |
|             | Melphidippa macrura |
|             | |
|             | Melphidippa macruroides |
|             | |

|  | Melphidippa amorita     |
|  |                         |
|  | Melphidippa borealis    |
|  |                         |
|  | Melphidippa goesi       |
|  |                         |
|  | Melphidippa macrura     |
|  |                         |
|  | Melphidippa macruroides |
|  |                         |